# Art du livre arabe
L'  art du livre arabe est l'art du livre produit dans le monde arabe ou dans les pays fortement influencés par cette culture, c'est-à-dire de l'Espagne à la Jezireh, entre l'hégire, en 622, et le XIXe siècle.